# Pierre Sarkozy
Pour les articles homonymes, voir Sarkozy et Mosey.
Pierre Sarkozy de Nagy-Bocsa, dit Mosey, est un producteur de hip-hop et compositeur français, né le 24 août 1985 à Neuilly-sur-Seine.

## Biographie

### Origines et vie privée
Pierre Sarkozy de Nagy-Bocsa naît le 24 août 1985,. Il est le fils aîné de Marie-Dominique Culioli et de Nicolas Sarkozy,. Ses parents se sont mariés en 1982. Il a pour marraine Cécilia Martin (par la suite épouse de son père).

### Carrière musicale
Pierre Sarkozy s'est introduit dans le monde du rap de manière anonyme notamment grâce à Fatou Biramah. Il a comme pseudonyme Mosey,. Il crée le label Da Crime Chantilly, Da Cream Chantilly ou Da Cream avec Stan et Yang, puis compose pour Poison la chanson La Rue de son album Vue d'Ici, le rappeur Poison affirmera plus tard dans un entretien accordé à Générations et dans une vidéo Dailymotion qu'il ne connaissait pas, à ce moment, l'identité de « Mosey »,. Sa véritable identité n'est découverte par Poison et le milieu du rap que lors de l'intronisation de Nicolas Sarkozy à la présidence et lors de sa venue au MTV Europe Music Awards à Munich en novembre 2007.
Pierre Sarkozy produit des titres de Poison et David Banner et signe la bande-son de l'émission Rayon X, présentée par les frères Bogdanov, produite par la société XD production de Laurent Juppé, fils d'Alain Juppé.[réf. nécessaire]. Recruté par Ramzy Bédia, il a écrit quatre titres pour la BO du film Seuls Two d'Éric et Ramzy,. Il produit également un disque de Doc Gynéco,.
En 2010, Puff Daddy l'appelle le « Prince of France » quand il apprend que c'est le fils de Nicolas Sarkozy,,.
En 2015, il est derrière les platines à une soirée organisée pour le 67e anniversaire de l'État d'Israël.
En 2017, il sort un remix de la chanson Miss You des Rolling Stones, plus tard repris par Carla Bruni dans son album French Touch.

### Politique
Pendant la présidence de Nicolas Sarkozy, il ne s'exprime pas publiquement sur son père ou sur la politique. Il est cependant responsable du groupe « solidarité et partage » des Jeunes Populaires de Neuilly-sur-Seine. Il aide son frère Jean lorsque celui-ci se lance en politique, en 2008.

## Controverses

### Rapatriement d'Ukraine
En 2012, il est rapatrié au moyen d'un Falcon présidentiel à la suite d'une intoxication alimentaire en Ukraine. Selon Rue 89, il ne semblait pas être dans un état critique. L’heure de vol du Falcon 50 coûte 5 625 euros, l’avion volant environ 7 heures, le total s'élève à environ 40 000 euros. Pierre Sarkozy était parti à Odessa pour donner un concert lors d'une soirée privée.

### Rôle dans l'affaire de l'attribution de la Coupe de monde de football 2022 au Qatar
En octobre 2022, Mediapart révèle que dans les années 2010, Pierre Sarkozy serait impliqué dans les négociations autour du rachat du PSG par le Qatar.
Sébastien Bazin, actionnaire majoritaire du PSG, aurait demandé à Pierre Sarkozy d'intercéder auprès de son père, alors président de la République, pour que celui-ci intervienne auprès des autorités qataries, et ce, afin que le PSG soit racheté par le Qatar à un prix beaucoup plus élevé que celui proposé initialement. Mediapart souligne qu'à la suite du rachat, le groupe Accor dont Bazin est PDG a rémunéré Pierre Sarkozy pour un certain nombre de prestations.

## Discographie

### Production

#### Albums
- 2008 : Peace Maker (de Doc Gynéco)

#### Singles
- 2009 : La Rue (de Poison)

## Filmographie
Sauf indication contraire, les informations mentionnées dans cette section peuvent être confirmées par la base de données cinématographiques IMDb,  présente dans la section « Liens externes ».
- 2014 : La Séance (court métrage) d'Édouard de La Poëze - producteur
- 2022 : Rue des Dames de Hamé Bourokba et Ekoué Labitey - musique originale et supervision musicale
- 2024 : Quatre Zéros de Fabien Onteniente - musique additionnelle